# Palais des Primats (Varsovie)
Le palais des Primats (en polonais Pałac Prymasowski w Warszawie,) construit dans le style classiqueXVIIe siècle, est situé au n°13/15 rue Senatorska, aux environs du Palais Royal, dans l'arrondissement de Śródmieście (Centre-ville) à Varsovie. Siège, à l’époque, du primat de Pologne, il fait partie des résidences les plus imposantes de la ville. On le considère comme le premier palais de Pologne en style classique. Aujourd'hui, propriété privée, il est utilisé comme hôtel.